# Приріченське (Актогайський район)
Прирі́ченське (каз. Приреченское) — село у складі Актогайського району Павлодарської області Казахстану. Входить до складу Актогайського сільського округу.
Населення — 593 особи (2021; 719 у 2009, 976 у 1999, 1083 у 1989).
Національний склад станом на 1989 рік:
- росіяни — 54 %.

Станом на 1989 рік село називалось Жданово, потім мало назву Ленінградське.